# Hnat Chotkewytsch

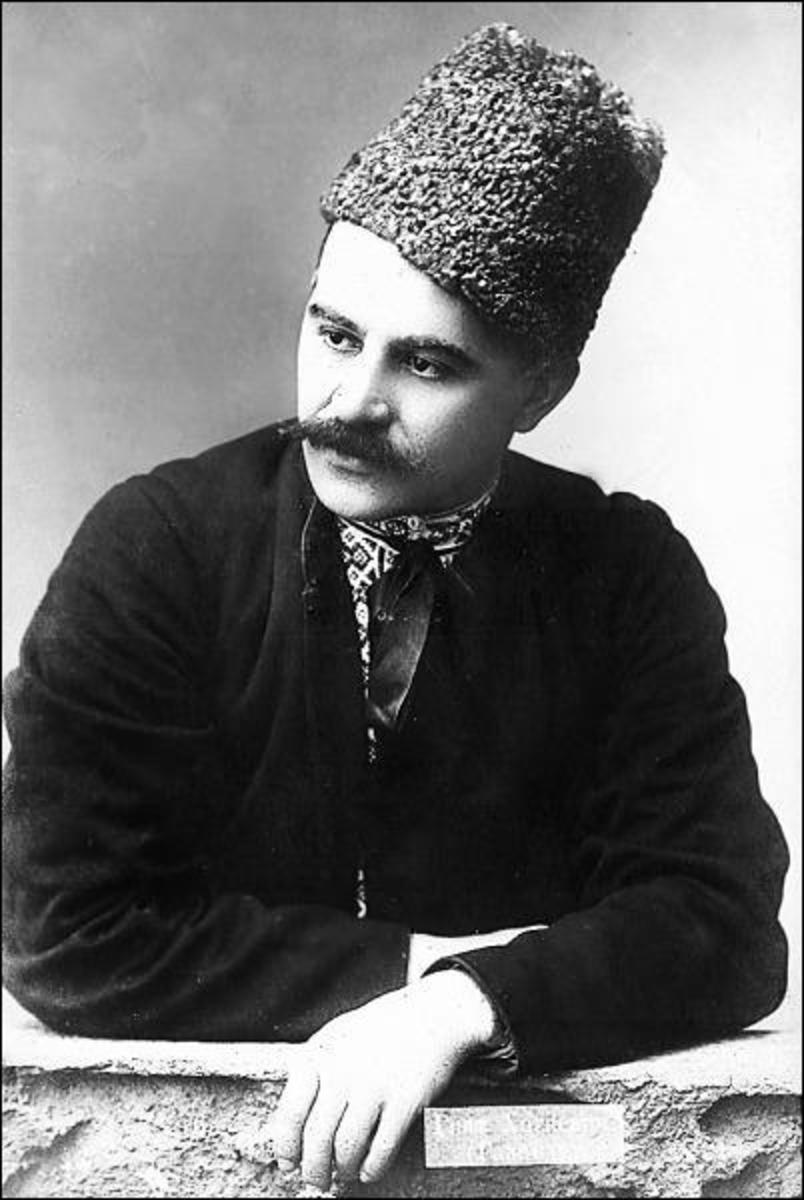
Hnat Chotkewytsch

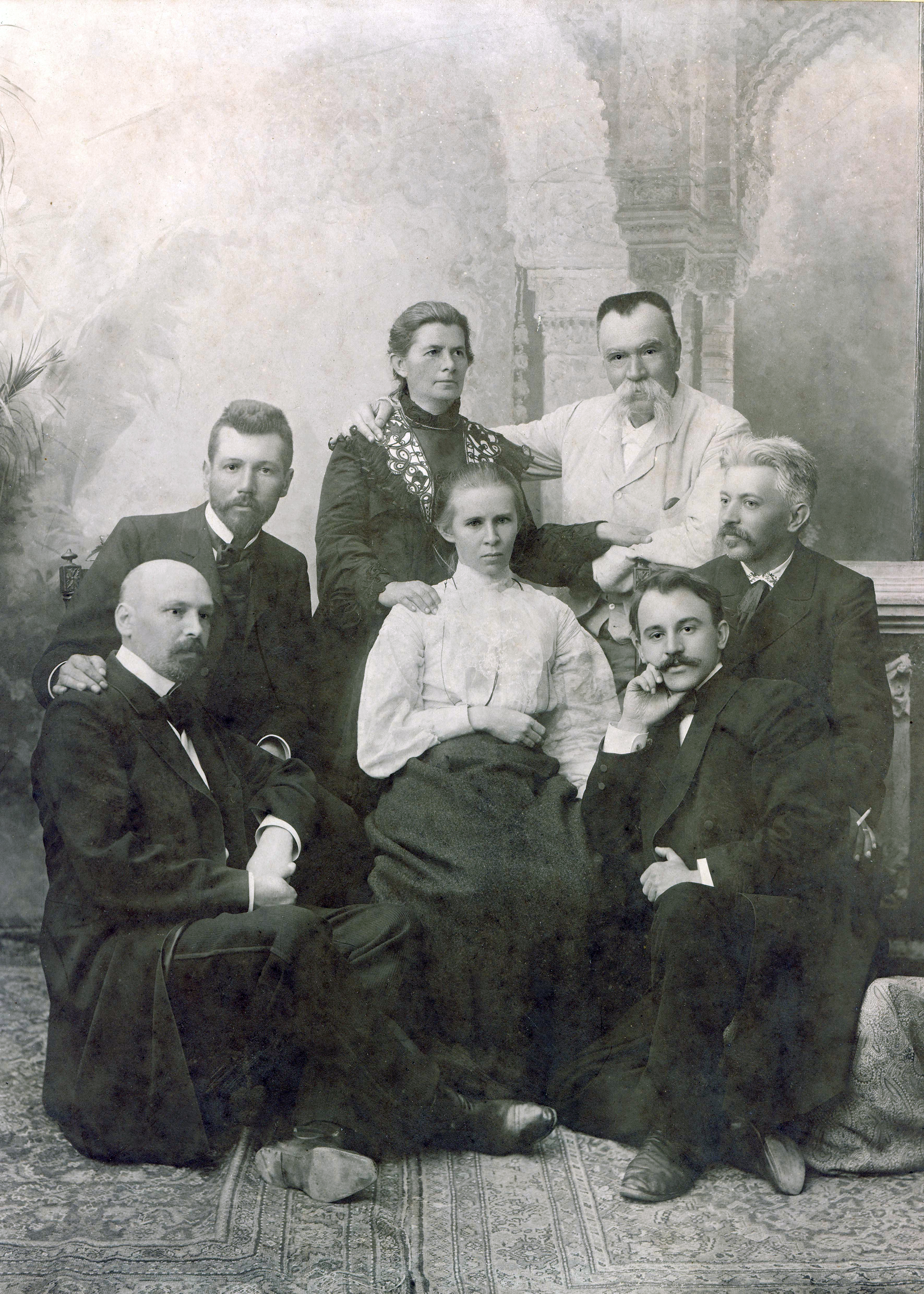
Gruppenbild bei Eröffnung eines Denkmals für Iwan Kotljarewskyj in Poltawa 1903. Von links nach rechts: Mychajlo Kozjubynskyj, Wassyl Stefanyk, Olena Ptschilka, Lessja Ukrajinka, Mychajlo Staryzkyj, Hnat Chotkewytsch, Wolodymyr Samijlenko

Hnat Martynowytsch Chotkewytsch (ukrainisch Гна́т Марти́нович Хотке́вич, Deckname Hnat Halajda (ukrainisch Гнат Галайда); * 31. Dezember 1877jul. / 12. Januar 1878greg. in Charkow, Gouvernement Charkow, Russisches Kaiserreich; † 8. Oktober 1938 hingerichtet ebenda, Sowjetunion) war ein ukrainischer Schriftsteller, Historiker, Banduraspieler, Komponist, Ethnograph, Politiker, Vertreter der hingerichteten Wiedergeburt.

## Leben
Hnat Chotkewytsch war der Sohn des Polen Marcin Chotkiewicz und der Ukrainerin Olga geb. Kriwonogowa, einer Bäuerin aus der Umgebung von Sumy.
Chotkewytsch absolvierte mit Auszeichnung 1894 die Charkiwer Realschule. In Derkatschiwka gründete er 1895 ein Dorftheater. Er absolvierte 1900 ein Studium am Polytechnischen Institut Charkiw und war kurzzeitig an der Charkiw-Mykolajiw-Eisenbahn tätig. In Charkiw lernte er auch das Violinspiel auf professionellem Niveau bei Professor Ilnitzki.
Wegen Anführung eines politischen Streiks 1905 wurde er verfolgt und musste 1906 nach Galizien übersiedeln, wo er in Lemberg, später im Dorf Kryworiwnja im Huzulenland wohnte und dort ein Laientheater gründete. In Galizien trat er mit Violinkonzerten und Darbietungen ukrainischer Volkslieder mit Bandurabegleitung auf.
Seit 1912 zurück in Kiew, nahm er an literarischen und künstlerischen Ereignissen teil. Seit Februar 1913 leitete er die Literaturzeitschrift «Вісник культури і життя» (Nachrichten über Kultur und Leben).
Seit dem Beginn des Ersten Weltkrieges wurde er wieder verfolgt und musste 1915 nach Woronesch flüchten, wo er bis zur Oktoberrevolution 1917 blieb.
1920 bis 1928 war er Lehrbeauftragter für ukrainische Sprache und Literatur in der Tierpflegeschule in Derkatschiwka (ukr. Деркачівка), 1926 bis 1932 leitete er den Bandura-Lehrstuhl im Charkiwer Institut für Musik und Drama, 1928 bis 1932 leitete er die Banduristenkapelle in Poltawa, die auch im Ausland, insbesondere in Nordamerika, auftrat.
Nach dem Tode des ukrainischen Regierungschefs Mykola Skrypnyk († 1933) fiel er in Ungnade, seine Werke wurden verboten. Noch 1937 trat er im sowjetischen Spielfilm «Назар Стодоля» (Nasar Stodolja) als Bandurist auf. Während des Großen Terrors wurde er verhaftet, am 29. September 1938 der Teilnahme an einer konterrevolutionären Organisation angeklagt und am 8. Oktober 1938 hingerichtet. Am 11. Mai 1956 wurde das Todesurteil als rechtswidrig erklärt, zurückgezogen und Chotkewytsch rehabilitiert. 1966 erschienen seine gesammelten Werke in zwei Bändern.

## Werke (Auswahl)
- «Грузинка» (Die Georgierin) 1897
- «Блудний син» (Der verlorene Sohn) 1898
- «Різдвяний вечір» (Weihnachtsabend) 1899
- «Життєві аналогії» (Lebensähnlichkeiten) 1897–1901
- «Камінна душа» (Steinerne Seele) 1911
- «Гірські акварелі» (Bergaquarelle) 1914
- «Берестечко» (Berestetschko) 1914–1915
- «Гуцульські образки» (Huzulenbilder) 1931
- «Авірон» (Awiron) 1928
- «Довбуш» (Der Trommler) postum 1965
- Wissenschaftliche Abhandlungen über Hryhorij Skoworoda, Taras Schewtschenko, Jurij Fedkowytsch, Olha Kobyljanska sowie über ukrainische Volksmusikinstrumente.
- Handbuch des Bandura-Spiels 1909
- Übersetzungen von Werken William Shakespeare, Molière, Friedrich Schiller und Victor Hugo
- Mehrere Drehbücher.
- Etwa 600 Musikstücke für Bandura, Streichquartette, Lieder und Chormusik

## Chotkewytschs Familie
- Seine Ehefrau Platonida wurde verfolgt und nach dem Zweiten Weltkrieg nach Kasachstan verbannt.
- Seine Tochter Halina wurde nach Deutschland gebracht, nach dem Krieg kam sie nach Marokko, 1970 nach Grenoble.
- Sein Sohn Wolodymyr wurde Soldat der von Deutschen gegründeten ukrainischen Division und fiel während der Schlacht um Kursk.
- Seine Tochter Ola siedelte sich in Venezuela an.
- Sein Sohn Eugen ertrank beim Fluchtversuch an der sowjetisch-iranischen Grenze.
- Sein Sohn Wolodymyr (1913–1982) blieb in Charkiw und war 1966 bis 1975 Rektor der Universität Charkiw.[3]